# Secret a veus
Un secret a veus (en anglès open secret) és un concepte o idea que és "oficialment" secret o restringit en el coneixement general però és de fet àmpliament conegut; o es refereix a alguna cosa que és àmpliament coneguda i considerada certa però que cap de les persones més íntimament concernides amb la qüestió estan disposades a reconèixer-la en públic.

## Govern i exèrcit

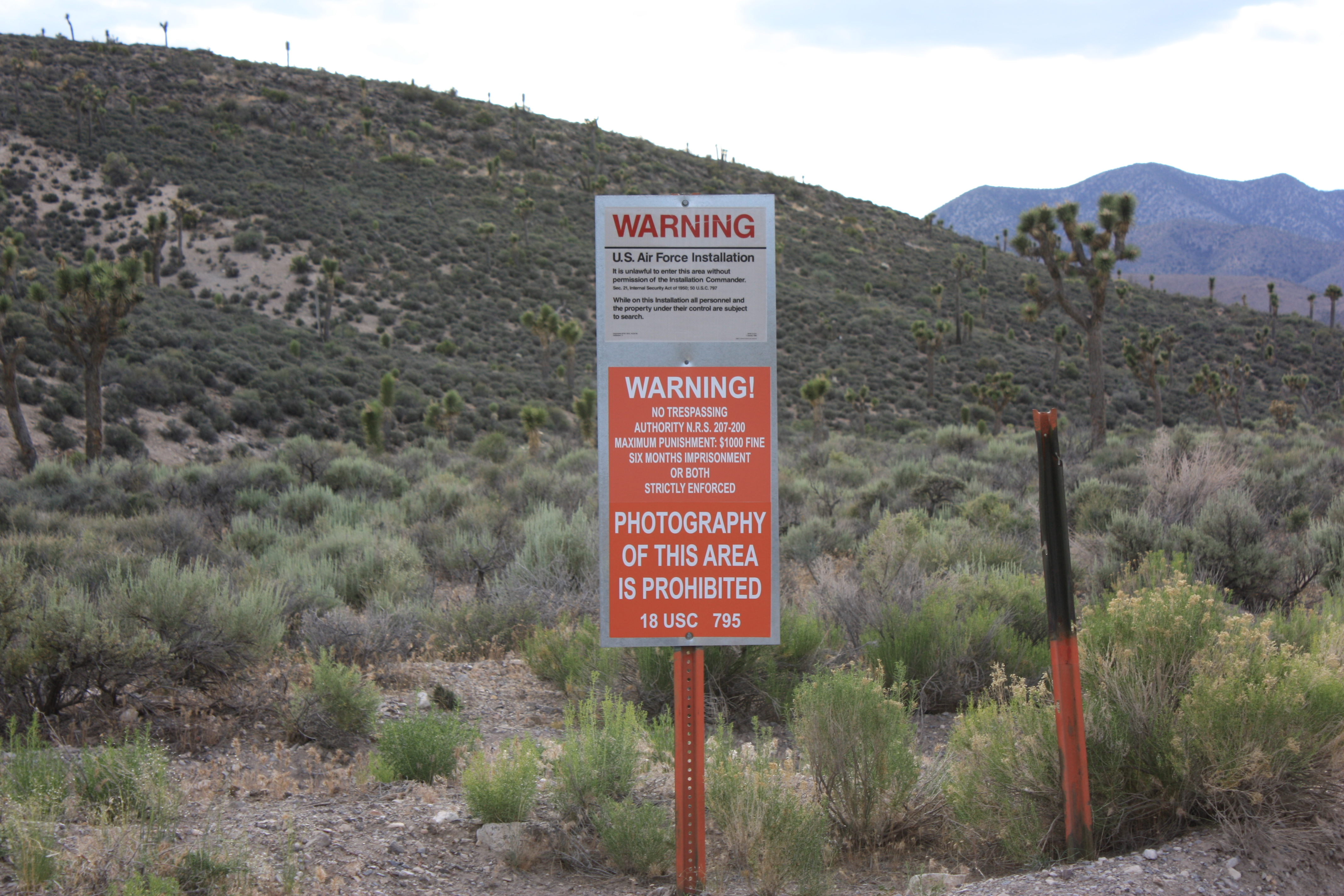
Entrada de Groom Road a l'Area 51

Un dels "secrets a veus" més famós és el de l'Area 51, que explica que a aquella base militar dels Estats Units hi ha situada també una zona de proves d'aeronaus. El Govern dels EUA no n'ha afirmat mai explícitament l'existència de qualsevol infraestructura prop del llac de Groom Lake, al comtat de Lincoln a Nevada fins al 2013, quan la CIA va alliberar els documents que revelen que el lloc va ser establert per provar avions espia. Mentre la ubicació general de la base és ara oficialment reconegut, la base no apareix damunt mapes de govern o en fotografies de satèl·lit desclassificades. Tot i això la base s'ha demostrat que existia molts anys abans que la CIA en conformés oficialment l'existència. La clandestinitat immensa ha fet del tema una font freqüent de teories de conspiració i un component central del folklore ufològic.
Així mateix, Força de Delta pot ser considerat també un secret a veus, ja que la seva existència també ha estat negada en el passat pels Estats Units.
Camp Mirage és el nom en clau per les instal·lacions logístiques de les Forces Canadenques les quals se situen a Dubai, als Emirats Àrabs. Les instal·lacions foren establerts cap a finals del desembre de 2001, i no s'ha reconegut oficialment per les Forces Canadenques, per tant es considera un secret a veus.
L'existència dels Serveis d'Intel·ligència Secret britànic (MI6) era àmpliament coneguda de fa dècades abans que el govern reconegués oficialment l'existència d'aquesta organització el 1994. Per la banda australiana, ASIS, va ser també un tema recurrent als diaris i fou exposat durant anys abans que se'n fes oficial també la seva existència.
Israel s'ha reconegut àmpliament que posseeix armes nuclears. Per tant, també pot ser considerat un secret a veus, perquè el govern israelià mai ha declarat explícitament si posseïx o no armes nuclears, o oficialment manté una postura política d'ambigüitat deliberada.
Completada el 1964, la Torre d'Oficines de Correu era un secret oficial i no va aparèixer als mapes d'Ordnance Survey fins que se'n fies oficialment la revelació de la seva existència per Kate Hoey sota privilegi parlamentari el 1993, malgrat ser tenir l'estructura unes mides de 177 metres (581 peus) al mig del centre de Londres i que va ser obert al públic durant aproximadament durant 15 anys.

## Entreteniment
Kayfabe, o la presentació de la lluita lliure professional com a "real" o amb guió preestablert, també és un secret obert, però és mostrada de forma legítima dins dels programes de lluita lliure, tot i que obertament també es confessa que hi ha certa teatralitat per part dels lluitadors i promotors, tal com han explicar en diverses entrevistes durant dècades. Malgrat això són freqüents les advertències en les emissions mediàtiques d'aquest espectacle per tal que el públic no imiti sense precaució i supervisió professional algunes de les acrobàcies i tècniques dels lluitadors.
En televisió, el personatge de The Stig, era un emmascarat que apareixia al programa de prova de conducció de la BBC Top Gear, la identitat del qual fou un secret a veus, fins que fou públicament desvelat per un diari l'any 2009.